# Chips (gruppe)
Chips var en svensk gruppe. De repræsenterede Sverige i Eurovision Song Contest 1982 med Dag efter dag.

## Diskografi
- Chips - 1980
- Having a Party - 1982
- 20 bästa låtar - 1997